# Hendrik Voogd
Hendrik Voogd (Amszterdam, 1768. július 10. – Róma, 1839. szeptember 4.) holland tájfestő és grafikus.

## Életpálya
Amszterdamban, a Királyi Szépművészeti Akadémián (Koninklijke Academie voor Beeldende Kunsten) 1783-ban kezdte tanulmányait, ahol Jurriaen Andriessen tanítványa volt. Egy  amszterdami műgyűjtő D. Versteegh (1751-1822) pénzügyi támogatásának köszönhetően 1788-ban Rómába mehetett, hogy tájfestészetét továbbképezze. Élete Olaszországhoz kötődött, soha nem tért vissza hazájába.
Tanulmányai során számos rajzot készített Rómában és környékén, témáit közvetlenül a természetből merítette. A művésztelepeken több, híres tájfestővel összebarátkozva – Nicolas-Didier Boguet (francia), Johann Christian Reinhart (német), Johann Martin von Rohden (német) – formálta szakmai felkészültségét.

### Stílusa
Az első római éveiben rajzait főleg ceruzával és fekete krétával készítette, jellegzetesen a késő 18. század lineáris stílusában. Művészeti alkotásaira legnagyobb hatással Claude Lorrain volt, amit a holland iskola hatásaival ötvözött. Szokatlan fényhatásokkal kísérletezett, dús lombozatú fákat ábrázolt. 1806-tól az olasz szarvasmarha ragadta meg figyelmét rajzaiban, festményeiben. Néhány műve megtalálható több múzeumban, köztük a holland nemzeti Rijksmuseumban.
Jelentősebb festményei:
- Olasz tájkép fenyőfákkal (1795)
- Olasz tájkép mandulafenyőkkel (1807)
- Olasz táj fenyőkkel (1807)